# Университет Македонии
Университет Македонии (греч. Πανεπιστήμιο Μακεδονίας) — государственный университет города Салоники, Македония, Греция, который готовит специалистов в области экономики, социальных и политических наук.
Университет Македонии основан в 1957 году как Высшая школа промышленного образования в Салониках. В 1991 году школу переименовали в университет, а учебное заведение в целом изменило своё местонахождение, были также созданы новые факультеты управления и экономики.

## Структура
- Экономический факультет
- Факультет делового администрирования
- Факультет международных, европейских исследований и дипломатии
- Факультет учета и финансов
- Факультет прикладной информатики
- Факультет образования и социальной политики.

В дополнение к этим двум факультетам в 1998 году созданы:
- Факультет славянского и балканского востоковедения (единственный в Греции)
- Факультет музыкальной науки и искусства

В 2004 году основаны еще два факультета, а их студгородки расположены в городах Эдеса и Науса:
- Факультет маркетинга и управления операциями (Эдеса)
- Факультет управления технологиями (Науса)

## Международные программы для студентов
- AIESEC
- Erasmus Student Network